# Henri Pérignon
Henri Pérignon (ur. 14 października 1879 w Sèvres, zm. 18 czerwca 1990 w Deauville) – Francuz, znany z długowieczności, przez osiem ostatnich dni życia uważany za najstarszego żyjącego mężczyznę na świecie.
Tytuł najstarszego mężczyzny, oznaczający faktycznie najstarszą osobę o zweryfikowanej dacie urodzenia, przypadł mu po śmierci Walijczyka Johna Evansa. Miał wówczas 110 lat 239 dni. Zmarł osiem dni po Evansie, a miano nestora przeszło na Amerykanina Jamesa Wigginsa, młodszego od Pérignona zaledwie o jeden dzień. Przez pewien czas należał do niego rekord długowieczności Francji mężczyzn, poprawiony później przez pochodzącego z Algierii Emile Fourcade (zm. 1995), a wśród rdzennych Francuzów – przez Maurice Floqueta (zm. 2006).
Tuż przed śmiercią został odznaczony Legią Honorową.